# Paul Joseph von Beroldingen

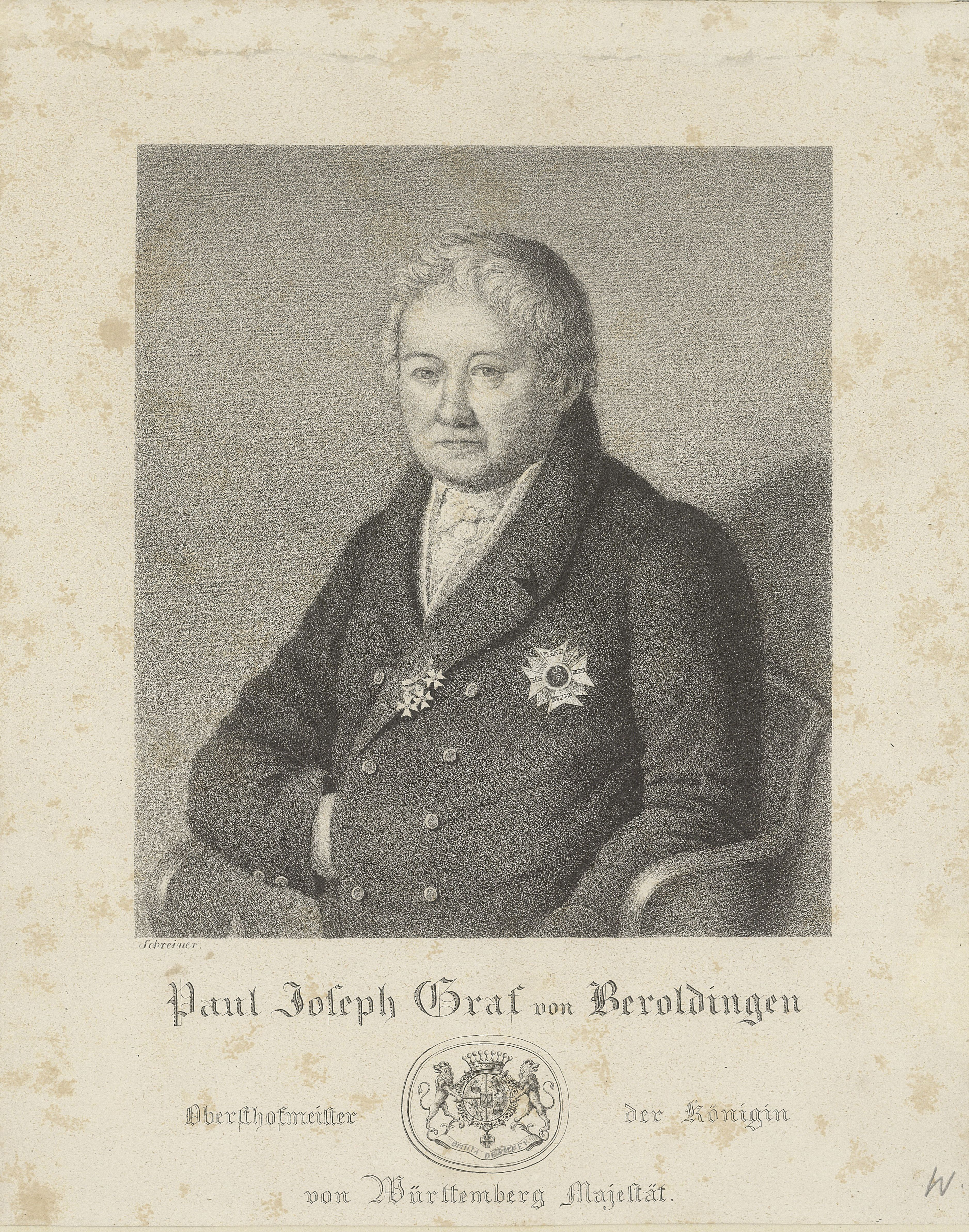
Paul Joseph von Beroldingen

Paul Joseph Reichsgraf von Beroldingen (* 19. Mai 1754 in Gündelhardt, Thurgau; † 3. Juli 1831 in Stuttgart) war ein württembergischer Diplomat und Politiker. 

## Herkunft
Er entstammt dem Urner Adelsgeschlecht von Beroldingen.
Seine Eltern waren Josef Anton Euseb von Beroldingen (1703–1776) und dessen zweiter Ehefrau der Freiin Maria Febronia von Freiberg-Eisenberg-Almendingen († 1754). Die Domherr Joseph Anton Siegmund von Beroldingen (1738–1816) und Franz Cölestin von Beroldingen (1740–1798) waren seine älteren Brüder aus der ersten Ehe seines Vaters.

## Leben
Er wurde von seinem älteren Bruder erzogen. Beroldingen studierte Rechtswissenschaften an der Universität Göttingen. Nach dem Studium trat er in den Dienst der gefürsteten Propstei Ellwangen ein. Als diese an Württemberg überging, wurde Beroldingen in den Staatsdienst übernommen. 1806 wurde er königlich württembergischer Geheimer Rat und Gesandter am Wiener Hof. 1807 erhielt der Graf das Großkreuz des Württembergischen Zivil-Verdienstordens.
1817 wurde er erster Kammerherr und Oberhofmeister der Königin Katharina von Württemberg (Katharina Pawlowna), später auch Oberhofmeister von Königin Pauline von Württemberg. 1818 erhielt er das Kommenturkreuz des Ordens der württembergischen Krone
Außerdem war er von 1815 bis 1819 Mitglied der Ständeversammlung des Königreichs Württemberg.
Nach dem Tod des kinderlosen Freiherrn Franz Konrad von Ratzenried aus dem Geschlecht der Humpiss im Jahre 1813 erbte sein Neffe Paul Joseph von Beroldingen das Schloss Ratzenried in Argenbühl bei Ravensburg. Erst Pauls Nachkommen wohnten ab 1840 in Ratzenried.
Graf von Beroldingen wohnte nur selten auf dem Schloss, da er als Geheimer Rat und Gesandter zu Wien, sowie Kammerherr und Oberhofmeister der Königin von Württemberg anderweitig gebunden war.

## Familie
Am 30. März 1778 heiratete er die Freiin Maria Josephine von Schwarzach (* 7. März 1756; † 6. September 1801), Erbtochter des kurmainzischen und kurtrierischen Geheimen Rats und fürstlicher ellwangischer Hofmarschalls Freiherr von Schwarzach. Das Paar hatte fünf Kinder, darunter:
- Klemens Franz (* 23. März 1791; † 15. Oktober 1864), Oberforstmeister ⚭ 1823 Gräfin Mauritia Reuttner von Weyl (* 2. März 1798; † 9. Januar 1880)
- Josef Ignaz (1780–1868), Politiker ⚭ 1823 Gräfin Caroline von Larisch-Moenich (Schlesien) (* 20. September 1806; † 15. Februar 1876)[3]

Am 19. März 1802 heiratete er Maximiliane von Ritter zu Grünstein (* 26. November 1767; † 26. Juli 1851), Tochter des kurmainzischen Kämmerers Carl von Ritter zu Grünstein. Das Paar hatte zwei weitere Kinder, darunter:
- Paul Ignaz Joseph (* 29. Juli 1804; † 3. April 1875), Herr auf Raßenried ⚭ 1831 Freiin Charlotte Varnbüler von und zu  Hemmingen (* 5. Oktober 1810; † 13. Mai 1868), Eltern von Maria von Beroldingen